# Phlugis abnormis
Phlugis abnormis är en insektsart som först beskrevs av Ludwig Redtenbacher 1891.  Phlugis abnormis ingår i släktet Phlugis och familjen vårtbitare. Inga underarter finns listade i Catalogue of Life.